# ورم صفراوي
الورم الصفراوي هو تجمعٌ للعصارة الصفراوية في جوف البطن. يحدث عندما تتسرب العصارة الصفراء، مثلًا بعد جراحة استئصال المرارة، وتكون نسبة حدوثها بين 0.3-2%، كما قد تحدث أيضًا في خزعة الكبد، إصابة البطن، ونادرًا ما يحدث ثقبٌ تلقائي.
تكون الأعراض عادةً على صورة ألمٍ بطني منتشرٍ أو موضعي، وبشكلٍ أقل شيوعًا قد يحدث استسقاء بطني والتهاب البريتون، وعادةً لا يكون هناك حُمى. تُظهر فحوصات الدم كثرةً في خلايا الدم البيضاء وشذوذاتٍ غير خاصة في اختبارات وظائف الكبد.
تُشخص الحالة بواسطة تخطيط الصدى البطني، أو تصوير البنكرياس والأقنية الصفراوية بالرنين المغناطيسي (MRCP)، أو تصوير ومضاني صفراوي.
يعتمدُ العلاج على شدة الحالة، ويتنوع من تصوير البنكرياس والأقنية الصفراوية بالتنظير الباطني بالطريق الراجع (ERCP) مع بضع المصرة أو تركيب دعامة، وقد تصل إلى مفاغرة القناة الكبدية بالصائم [الإنجليزية].